# Nando Gazzolo
Pour les articles homonymes, voir Gazzolo.
Nando Gazzolo, (Ferdinando Nando Gazzolo) né le 16 octobre 1928 à Savone en Ligurie et mort le 16 novembre 2015 à Nepi dans le Latium, est un acteur italien pour le cinéma, le théâtre et la télévision.

## Biographie
Nando Gazzolo est né à Savone dans la province de Savone. C'est le fils de l'acteur et doubleur Lauro Gazzolo et de l'animatrice de radio Aida Ottaviani. Il fait ses débuts à la radio et en 1948, à vingt ans, il commence une carrière d'acteur en entrant comme stagiaire dans l'entreprise dirigée par Antonio Gandusio.
Il obtient son premier succès personnel en 1951 dans la pièce Antoine et Cléopâtre mise en scène par Renzo Ricci.
Nando Gazzolo a travaillé entre autres avec Vittorio Gassman et Luigi Squarzina, tout en assurant un assidu travail de doublage,.
En plus de films au cinéma, il a aussi joué dans des séries de télévision et au théâtre.
Nando Gazzolo est mort le 16 novembre 2015 à Nepi dans la province de Viterbe à l'âge de 87 ans.
Son fils Matteo est également un acteur.

## Filmographie partielle
- 1961 : Constantin le Grand (Costantino il grande) de Lionello De Felice
- 1963 : Jeff Gordon, il diabolico detective de Raoul André
- 1963 : Totò e Cleopatra de Fernando Cerchio
- 1964 : Les Pirates de la Malaisie d'Umberto Lenzi
- 1964 : La Révolte de Sparte (La rivolta dei sette) d'Alberto De Martino
- 1966 : Du sang dans la montagne de Carlo Lizzani
- 1966 : Espionnage à Capetown (Upperseven, l'uomo da uccidere) d'Alberto De Martino
- 1967 : Django tire le premier d'Alberto De Martino
- 1970 : Un caso di coscienza de Giovanni Grimaldi
- 1991 : Angeli al sud de Massimo Scaglione
- 1993 : Magnificat de Pupi Avati
- 1998 : Squadra mobile scomparsi de Claudio Bonivento
- 2000 : La Rentrée (it) de Franco Angeli
- 2001 : Mari del sud de Marcello Cesena
- 2010 : Il sottile fascino del peccato (it) de Franco Salvia

### Crédits de traduction
- (it) Cet article est partiellement ou en totalité issu de l’article de Wikipédia en italien intitulé « Nando Gazzolo » (voir la liste des auteurs).